# Telamonia annulipes
Telamonia annulipes là một loài nhện trong họ Salticidae.
Loài này thuộc chi Telamonia. Telamonia annulipes được Elizabeth Maria Gifford Peckham & George William Peckham miêu tả năm 1907.